# 사카노이치정
사카노이치정(坂ノ市町)은 일본 오이타현 기타아마베군에 설치되었던 정이다. 현재의 오이타시 사카노이치 지구에 해당한다.